# Altes Kloster (Leipzig)

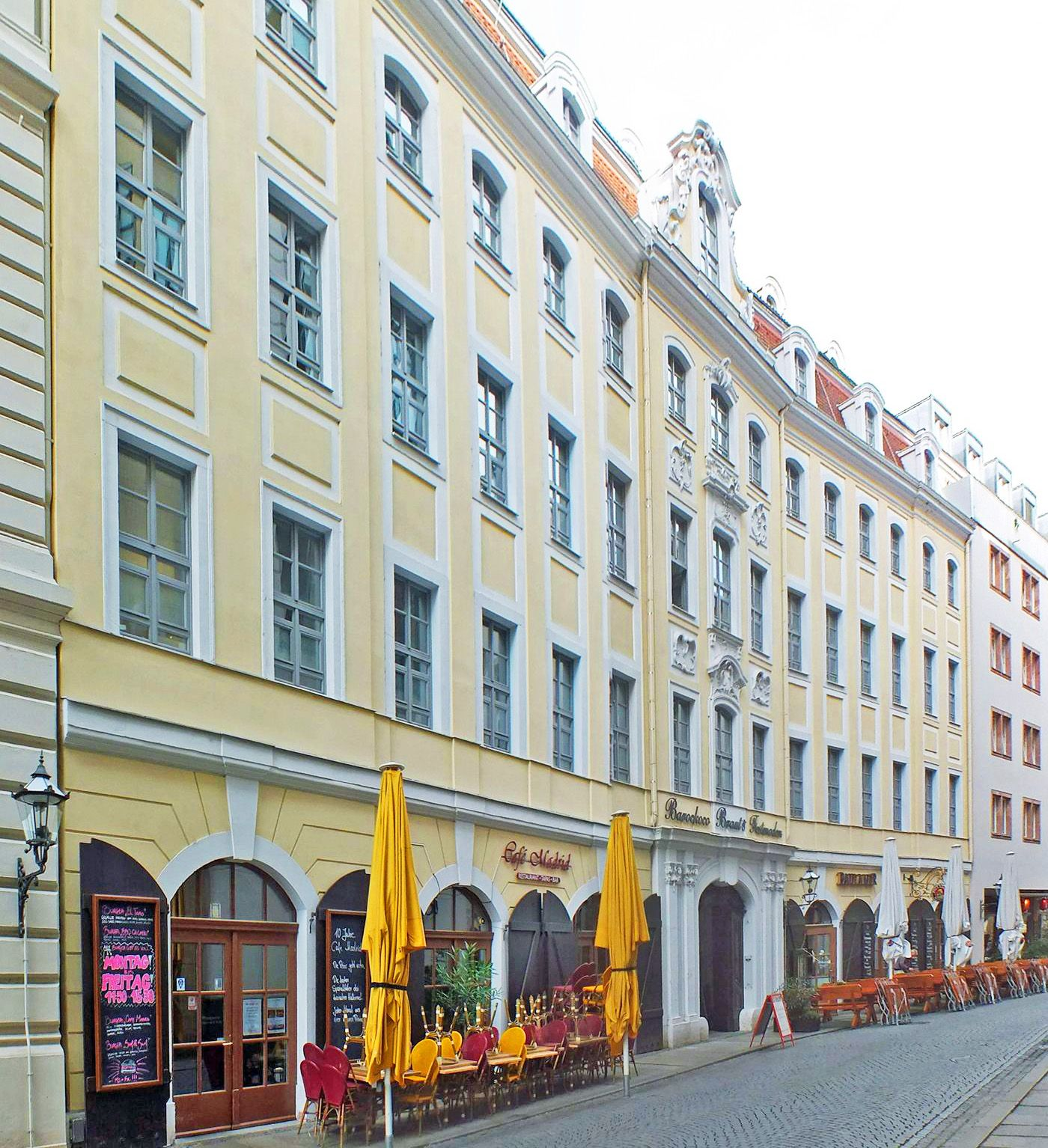
Straßenfront des Alten Klosters (2017)

Altes Kloster (auch Becksches Haus) ist die Bezeichnung für ein Wohn- und Geschäftshaus in der Klostergasse Nr. 5 in Leipzig. Es ist eines der schönsten von den wenigen aus der Zeit des Spätbarocks (Rokoko) in Leipzig erhaltenen Gebäuden und steht unter Denkmalschutz.

## Baubeschreibung
Der Gebäudekomplex des Alten Klosters ist eine Vierflügelanlage mit einem Innenhof von etwa 160 m². Die viergeschossigen Gebäudeteile besitzen Mansarddächer. Die Front zur Klostergasse ist deren Krümmung wegen etwa in der Mitte leicht abgeknickt. Ihre 15 Fensterachsen werden durch zwei flache Seitenrisalite über zwei Fenster und einen Mittelrisalit über drei Fenster leicht gegliedert.

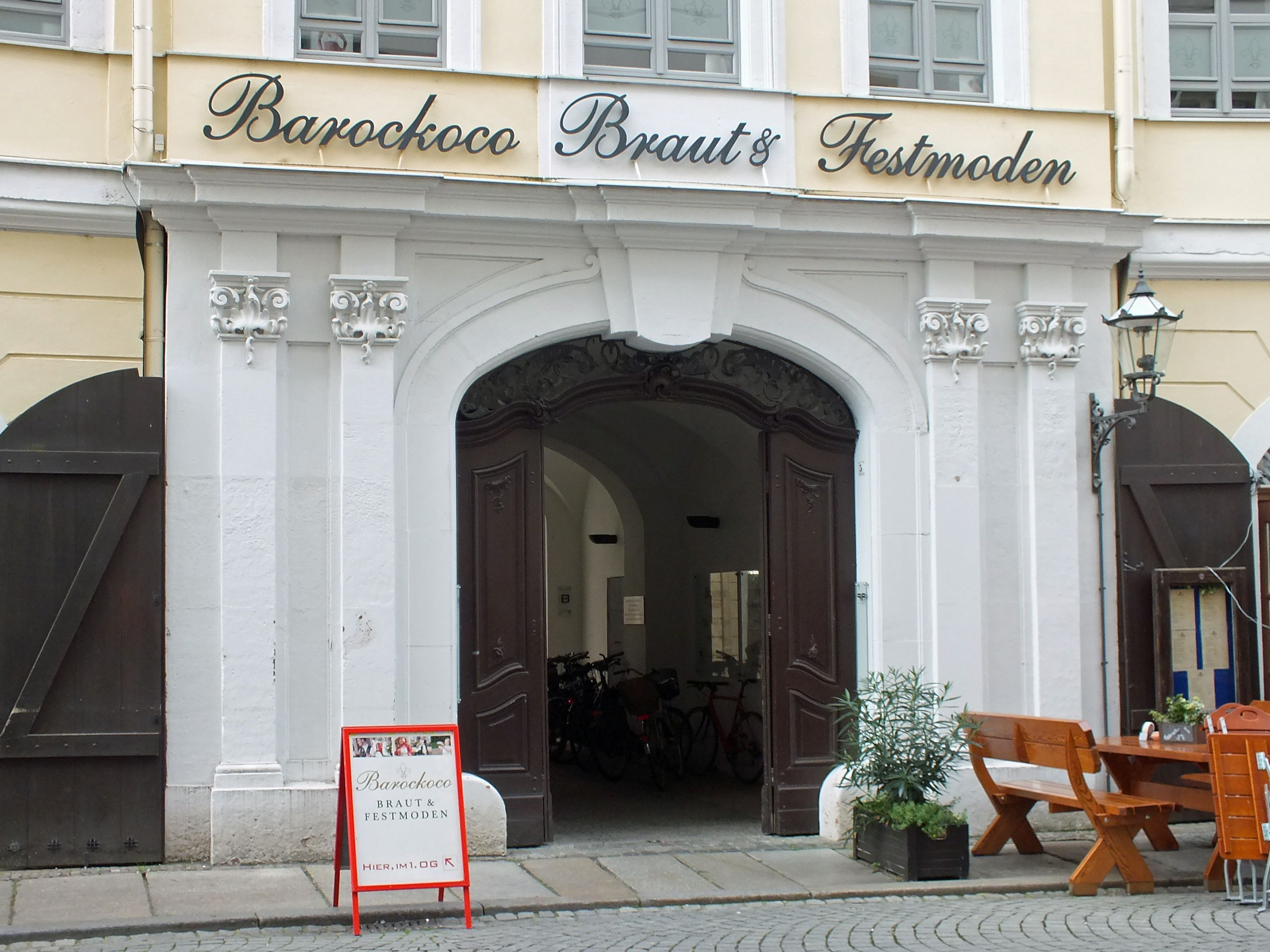
Toreinfahrt (2017)
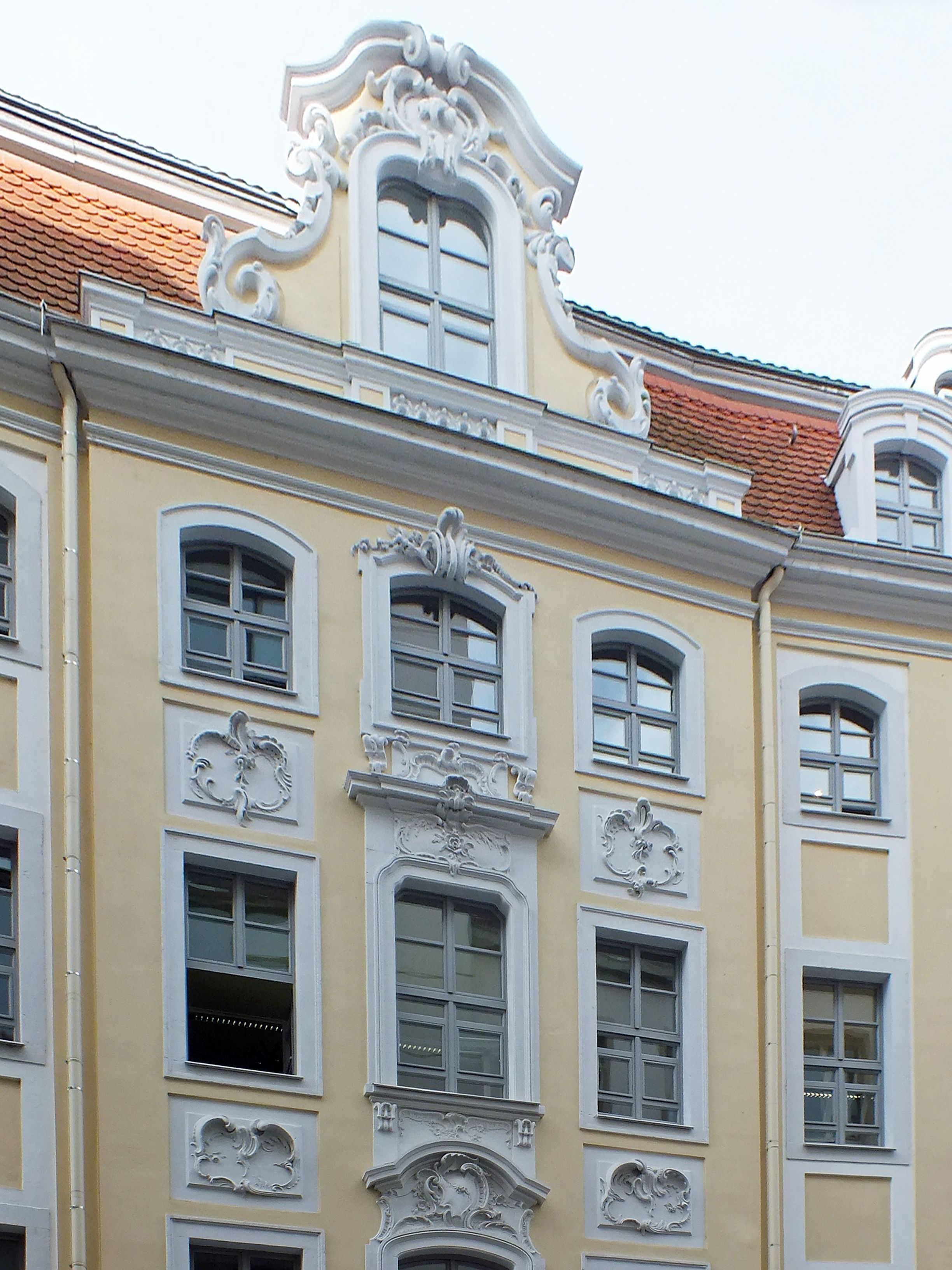
Rokoko am Mittelrisalit (2017)
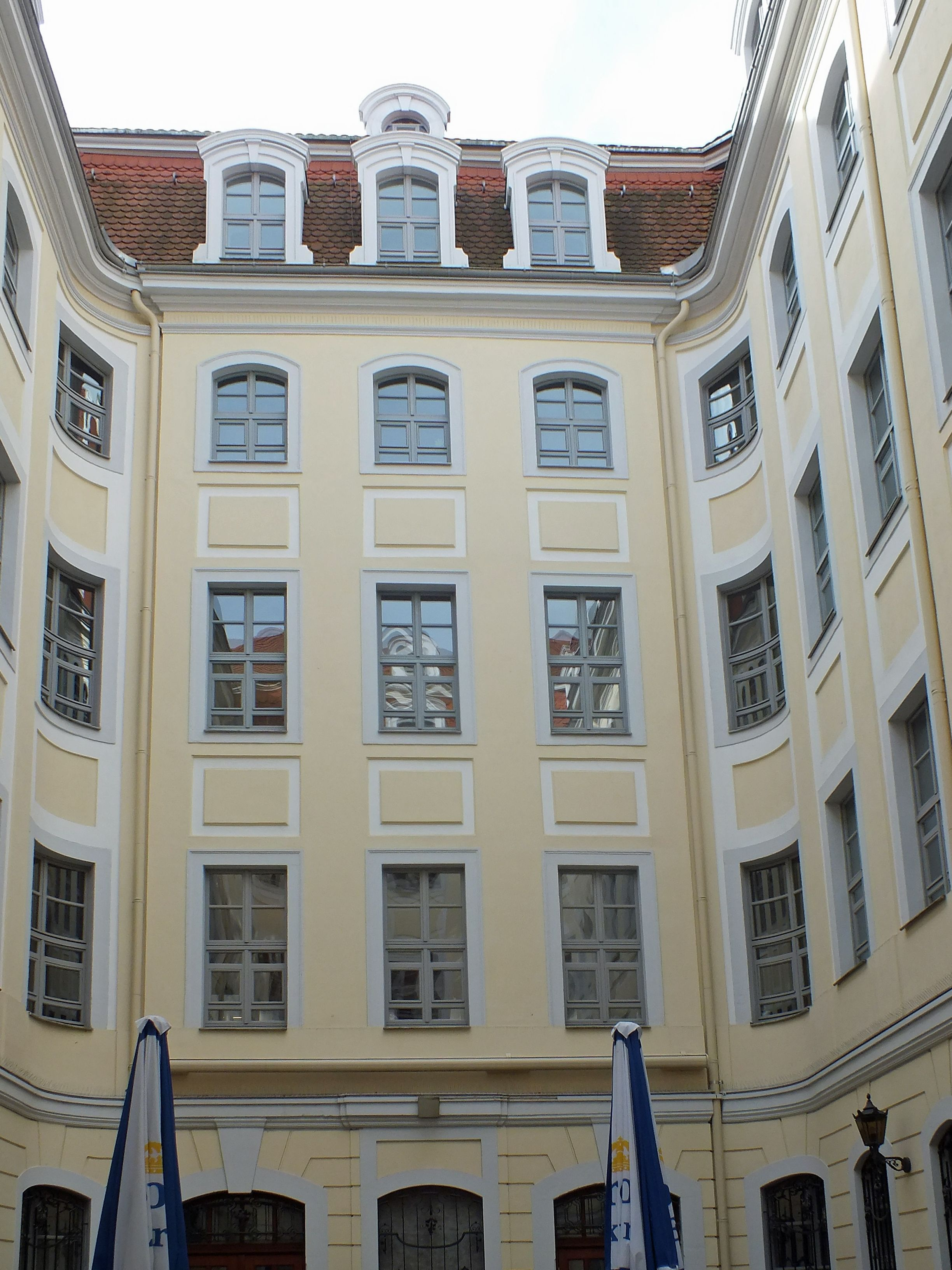
Im Innenhof (2017)

Die Toreinfahrt ist als Korbbogen ausgeführt. Sie wird von zwei Pilasterpaaren flankiert und von einem vierflügeligen Eichentor mit Rokokoschnitzereien verschlossen. Drei weitere, etwas kleinere Korbbogenöffnungen folgen rechts und links. Auf jeder der beiden Seiten befindet sich eine Gaststätte.
Der Mittelrisalit zeigt flache Rokoko-Schmuckelemente mit Rocailles und wird gekrönt von einem geschwungenen Dacherker. Die Felder senkrecht zwischen den Fenstern wechseln im Farbverlauf ihrer Rahmungen zwischen den Seitenrisaliten und den übrigen Flächen und beleben so die Fassade zusätzlich. Auf dem steilen Teil des Mansarddaches befinden sich, symmetrisch verteilt, sechs Rundbogengauben und auf dem flachen Teil fünf.
Die Seiten- und das Hintergebäude mit drei beziehungsweise neun Fensterachsen zum Hof sind schmucklose Abbilder der Straßenfront mit Abrundungen der Anschlusswinkel, flachen Risaliten und Rundbogengauben.

## Geschichte

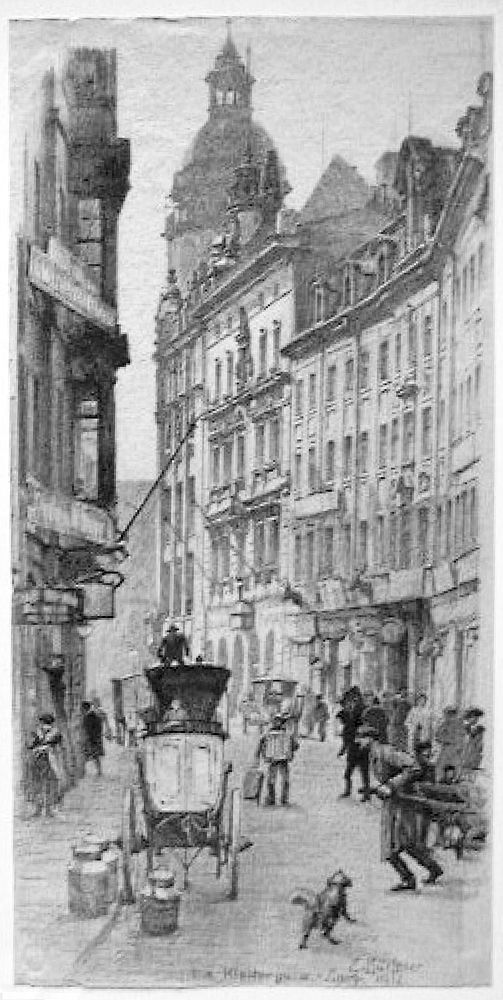
Klostergasse nach Süden 1912, rechts das Alte Kloster

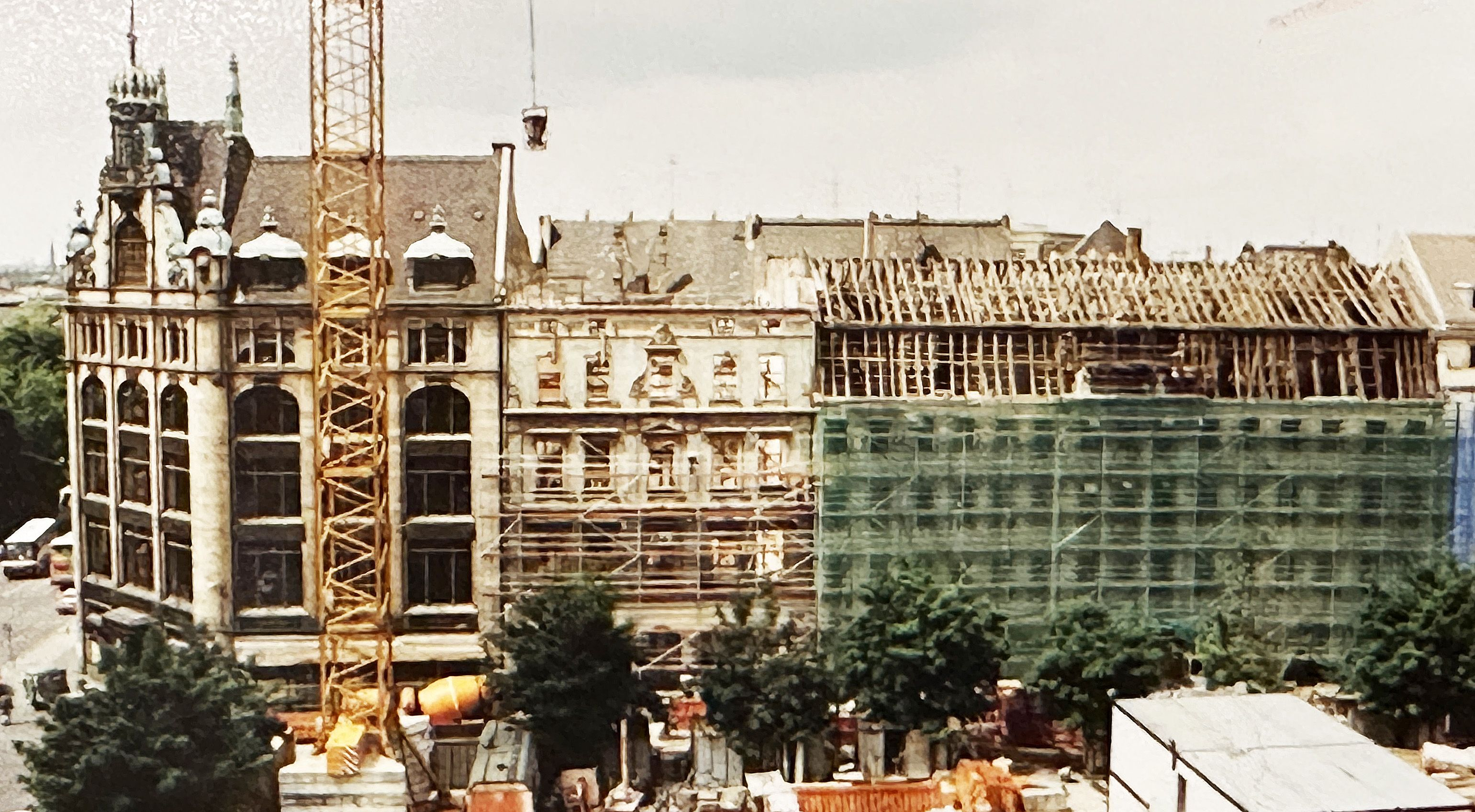
Der Gebäudekomplex Paulaner-Palais während der Rekonstruktion im Juni 1991

Das Alte Kloster steht auf einem Gelände, das bis zu seiner Säkularisation 1541 dem Kloster St. Thomas, einem 1212 gegründeten Chorherrenstift des Augustinerordens, gehörte. 1543 kaufte die Stadt das Klostergelände. Um 1550 ließ der Ratsherr Georg Scherl hier einige Neubauten errichten, für die ab dem 17. Jahrhundert auch der Name Kloster gebraucht wurde.
1750 übernahm der Händler Gottlieb Beck diese noch zum Teil in Fachwerk errichteten Bauten und ließ sich von dem bereits seit über zwanzig Jahren in Leipzig tätigen Baumeister George Werner (1682–1758) und dem Zimmermann Johann Leopold Müller an deren Stelle das bis heute fast unveränderte Gebäude errichten, nach dem Bauherrn auch Becksches Haus. Dabei gründete die Außenmauer des hinteren Gebäudes auf der alten Stadtmauer, sodass hier beliebte Wohnungen mit damals freiem Blick auf die Gärten über dem Pleißemühlgraben und in die Aue entstanden. Im Erdgeschoss des Vorderhauses befanden sich Ladengewölbe, in dem des Hinterhauses Lager.
In den 1920er Jahren wurde die Weinstube „Altes Kloster“ eröffnet, was nicht zuletzt zur Durchsetzung des heutigen Namens beitrug. Die Obergeschosse wurden neben Wohnungen als Büros genutzt. Auch eine Fabrikationsstätte für Kleinlederwaren war ansässig.
1992 wurde das Gebäude zusammen mit dem Nachbarhaus Nr. 3 vollständig saniert und erhielt mit diesem den gemeinsamen Namen Paulaner-Palais. Der Name rührt daher, dass das Haus Nr. 3 1920 von der Münchener Paulanerbrauerei zum Betrieb einer Gaststätte erworben und nach 1989 mit der Nr. 5 vereint wurde. 2007 zog das Restaurant als „Paulaner“ in die Nr. 5, wo zu gleicher Zeit in der zweiten Erdgeschosshälfte ein Café eröffnete. Beide Einrichtungen nutzen den Hof als Freisitz und veranstalten im Sommer dort Kabarettveranstaltungen.